# Theobaldo di Gatti
Pour les articles homonymes, voir Gatti.
Theobaldo di Gatti, dit Théobalde, né à Florence vers 1650 et mort en août 1727, est un musicien italien.
Titon du Tillet raconte dans son Parnasse français qu’« Il fut si charmé de quelques morceaux de symphonie des premiers opéras de Lully qui étaient venus jusqu’à Florence, qu’il voulut absolument en connaître l’auteur. Il partit pour Paris. Aussitôt après son arrivée, il courut chez Lully, son compatriote, et lui marqua le sujet de son voyage et l’empressement qu’il avait de le voir. Lully lui en sut bon gré et le reçut avec beaucoup d’amitié. Il le plaça dans l’orchestre de l’Opéra, ayant reconnu sa capacité pour l’exécution de la musique sur la basse de violon. La musique de Scylla a plu si fort aux personnes du premier goût et les plus en état d’en juger, qu’on a cru pouvoir la mettre en comparaison avec certains opéras de Lully, dont il se faisait honneur d’être disciple. »
Venu sans doute à Paris, où son prénom fut francisé en Théobalde, vers la fin de l’année 1675, Gatti y fut professeur de basse de violon et musicien dans l’orchestre de l’Académie royale de musique. Il fut inhumé en l’église Saint-Eustache.
On lui doit : Coronis, pastorale héroïque, représentée par l’Académie royale de musique, le 23 mars 1691, sur un livret de Chappuzeau de Baugé et Scylla, une tragédie lyrique représentée le 16 septembre 1701, sur un livret de Duché de Vancy (Paris, 1701). Il a également publié un Recueil d’airs italiens (Paris, 1696).

## Source
- Théodore de Lajarte, Bibliothèque musicale du Théâtre de l’opéra, Paris, Librairie des Bibliophiles, 1878, p. 79.